# Jaysingpur
Jaysingpur é uma cidade  no distrito de Kolhapur, no estado indiano de Maharashtra.

## Demografia
Segundo o censo de 2001, Jaysingpur tinha uma população de 43,055 habitantes. Os indivíduos do sexo masculino constituem 51% da população e os do sexo feminino 49%. Jaysingpur tem uma taxa de literacia de 73%, superior à média nacional de 59.5%: a literacia no sexo masculino é de 79% e no sexo feminino é de 67%. Em Jaysingpur, 12% da população está abaixo dos 6 anos de idade.